# Eulepidotis juncida
Eulepidotis juncida là một loài bướm đêm trong họ Erebidae.